# SN 2008gk
SN 2008gk – supernowa typu Ib/c odkryta 20 października 2008 roku w galaktyce A185304+3845. W momencie odkrycia miała maksymalną jasność 18,20m.